# Кирило (Наконечний)
Митрополит Кирило (в миру Михайло Васильович Наконечний; нар. 15 травня 1961, селище Верхнечусовские Городки,  Чусовский район, Пермська область) — єпископ Російської православної церкви; митрополит Єкатеринбурзький і Верхотурський, голова Єкатеринбурзької  митрополії. Учасник Помісних Соборів 1988, 1990 та 2009 років.
Тезоіменитство: 9 [22] червня (преподобного Кирила Білозерського)

## Біографія
Народився 15 травня 1961 року в робітничій сім'ї в селищі міського типу Верхнечусовскі Городки Чусовского району Пермської області. У 1978 році закінчив середню школу.
25 жовтня 1980 року настоятелем Успенського кафедрального собору міста Володимира архімандритом Олексієм (Кутєповим) був пострижений у чернецтво з нареченням імені Кирило на честь Кирила Білозерського.
У 1986 році закінчив Московську духовну семінарію по сектору заочного навчання.
9 жовтня 1995 року звільнений з посади секретаря та благочинного і призначений настоятелем Свято-Миколаївського храму на Ржавці міста Тули.

### Архієрейство
26 лютого 1998 року рішенням Священного синоду за рекомендацією митрополита Серапіона обраний єпископом Богородицьким, вікарієм Тульської єпархії, яку очолював митрополит Серапіон.
27 липня 2011 року рішенням Священного синоду призначений архієпископом Єкатеринбурзький і Верхотурским. 9 серпня 2011 року прибув в Єкатеринбург. 5 жовтня 2011 року призначений ректором Єкатеринбурзької духовної семінарії.
6 жовтня 2011 року призначений головою новоствореної Єкатеринбурзькій митрополії. 8 жовтня 2011 року в Успенському соборі Троїце-Сергієвої лаври Патріархом Московським Кирилом возведений у сан митрополита.
З 28 грудня 2011 по 18 березня 2012 року та з 29 травня по 25 січня 2013 2014 року тимчасово керував Кам'янською єпархією.
22 жовтня 2015 року звільнений від обов'язків ректора Єкатеринбурзької духовної семінарії.

## Політична діяльність
В періодросійського вторгнення Україну  єкатеринбурзький храм в ім'я Святителя Інокентія що був у Єкатеринбурзькій митрополії використовувався також як місце зберігання гуманітарної допомоги, яка надавалась населенню самопроголошеної Луганської народної республіки. Над храмом був вивішений прапор Новоросії. У храм зверталися добровольці, що бажали воювати за Луганську народну республіку. За підтримки настоятеля храму Володимира Зайцева вони вирушали в Донбас. 11 березня 2015 року, проводжаючи в Луганську народну республіку 49 добровольців, ієрей Володимир сказав, що ці люди їдуть туди, де вирішується доля Росії" і що він буде молитися, щоб вони там «били фашистську мерзоту, якщо це буде потрібно». Потім отець Володимир вручив загону прапор.
Після цього зібрався Єпархіальна рада, за підсумками якої митрополит Кирило заборонив отця Володимира в служінні, відправивши його на покаяння в єкатеринбурзький монастир на Ганиній Ямі із забороною давати будь-які публічні заяви. Заслання отця Володимира в монастир викликало протест уральських громадських діячів, і вже на початку квітня 2015 року священик був повернутий до колишнього місця служіння, пробувши на Ганиній Ямі менше двох тижнів.
У 2016 році в ЗМІ з'явилася інформація, що Кирило їздив до Москви, щоб умовити актрису Юлія Михалкову, яка посіла третє місце в Свердловській області на попередньому голосуванні партії «Єдина Росія», зняти свою кандидатуру на виборах в Державну думу Російської Федерації. У підсумку Михалкова зняла свою кандидатуру.

## Нагороди
- Орден святого рівноапостольного великого князя Володимира трьох ступенів
- Орден преподобного Сергія Радонезького II ступеня (двічі)
- Орден святого благовірного князя Данила Московського II ступеня
- Орден святого преподобного Серафима Саровського I і II ступенів[15]
- Орден святителя Інокентія, митрополита Московського і Коломенського II ступеня[16]
- Орден святого апостола Марка Олександрійської православної церкви
- Золотою медаллю Російського фонду миру
- Золота медаль Ярославської єпархії РПЦ МП
- Орден Дружби
- Орден Пошани (грудень 2010)[17]
- Медаль «на Пам'ять героїв Вітчизни» (Міноборони Росії, 2018) — за реалізацію важливих суспільних проектів історико-патріотичної спрямованості[18]